# Генсінець
Генсінець (пол. Gęsiniec) — село в Польщі, у гміні Стшелін Стшелінського повіту Нижньосілезького воєводства.
Населення — 783 особи (2011).
У 1975—1998 роках село належало до Вроцлавського воєводства.

## Демографія
Демографічна структура станом на 31 березня 2011 року:
|          | Загалом | Допрацездатний вік | Працездатний вік | Постпрацездатний вік |
| -------- | ------- | ------------------ | ---------------- | -------------------- |
| Чоловіки | 395     | 84                 | 282              | 29                   |
| Жінки    | 388     | 70                 | 250              | 68                   |
| Разом    | 783     | 154                | 532              | 97                   |